# Sexuell och reproduktiv hälsa
Sexuell och reproduktiv hälsa (SRH) är ett fackuttryck för hälso- och friskvård kopplad till människans sexualitet och fortplantning. Begreppskomplexet hör samman med graviditet och förlossning, liksom med människans sexuella hälsa och välbefinnande i övrigt.

## Delar
Det här begreppskomplexet har flera olika delar.
- Sexuell hälsa – ett (enligt WHO) fysiskt, känslomässigt, mentalt och socialt välbefinnande, i relation till individens sexualitet. Här ingår förmågan att kunna njuta av säkert sex, liksom frihet från tvång, diskriminering och våld.

- Reproduktiv hälsa – ett fysiskt, psykiskt och socialt välbefinnande. Här ingår individens frihet av besluta om att skaffa barn eller ej.[1]

Ovanstående önskvärda tillstånd förutsätter att individen har tillgång till information om sexualitet, kan skaffa preventivmedel, få stöd vid amning, råd och vård omkring könssjukdomar, mödrahälsovård och både förebyggande och behandling av ofruktsamhet. Dessutom förutsätts säkra aborter, i länder där dessa är lagliga.

## Relation till rättigheter
SRH är en del av det vidare begreppet Sexuell och reproduktiv hälsa och rättigheter. Det centrala i dessa rättigheter är individens rätt att styra över sin egen sexualitet, val av partner och huruvida personen vill ha barn eller ej. Definitionen fastlades i samband med 1994 års FN-organiserade befolkningskonferens i Kairo, liksom vid kvinnokonferensen i Peking året därpå. Enligt svenska Folkhälsomyndigheten är SRHR en viktig del av folkhälsan.
- Reproduktiva rättigheter – del av de erkända mänskliga rättigheterna. Här finns rätten att erhålla den högsta möjliga sexuella och reproduktiva hälsan, liksom en rätt att besluta över antalet barn individen ska få. Dessutom inkluderas rätten att kunna få vård, rådgivning och upplysning för att kunna fatta beslut i de här frågorna. De enskilda staterna har ansvar att arbeta för jämställdhet, liksom att tillförsäkra att också ungdomar får tillgång till sexualupplysning, rådgivning och vård.[1]

Sexuella rättigheter finns inte definierade på mellanstatlig nivå. I många länder används dock en handlingsplan som beslutades om vid 1996 års kvinnokonferens. Där finns individens rätt att bestämma över sin egen sexualitet och friheten från våld, tvång och diskriminering. Mänskliga rättigheter relaterade till sexuell läggning och könsidentitet definieras via Yogyakartaprinciperna och deklarationen om sexuella rättigheter hos IPPF (International Planned Parenthood Federation).

## Övrigt
Förbättrad mödravård och minskad mödradödlighet är ett av millenniemålen.